# Sclerodactylon macrostachyum
Sclerodactylon macrostachyum är en gräsart som först beskrevs av George Bentham, och fick sitt nu gällande namn av Aimée Antoinette Camus. Sclerodactylon macrostachyum ingår i släktet Sclerodactylon och familjen gräs. Inga underarter finns listade i Catalogue of Life.